# مبین (پهپاد)
یک پهپاد نظامی، انتحاری با توانایی بکارگیری در امور شناسایی ساخت وزارت دفاع و پشتیبانی جمهوری اسلامی ایران است که برای اولین بار در نمایشگاه هوافضای روسیه ماکس ۲۰۱۹ از آن رونمایی شد.
این پهپاد که سه متر طول و ۶۷۰ کیلوگرم وزن دارد، می تواند ۱۲۰ کیلوگرم تسلیحات و تجهیزات مورد نیاز ماموریت را با خود حمل کند.
بر اساس اطلاعات ارائه شده توسط ایران، پهپاد مبین می تواند تا ارتفاع ۴۵ هزار پایی بالا برود و ۴۵ دقیقه به صورت مداوم تا سرعت ۹۰۰ کیلومتر بر ساعت پرواز کند. برد موثر این پهپاد ۴۵۰ کیلومتر می‌باشد که با توجه به توانایی پرواز در ارتفاع پایین و سطح مقطع راداری بسیار کم، از قابلیت رادارگریزی نیز برخوردار است. این پهپاد که در آن موتور توربوجت طلوع ۴ که یک موتور تک شفت سه محوری می‌باشد به کار رفته، از سامانه‌های ترکام و  DSMAC  که با تطابق تصاویر هوایی و ماهواره‌ای تهیه شده از مسیر مورد نظر با رایانه داخل موشک کمک به جهت‌یابی و یافتن مسیر صحیح می‌کند بهره می‌گیرد، این سیستم های ناوبری به طور معمول در اکثر موشک های کروز هواپرتاب مورد استفاده است و از این جهت نحوه عملکرد این پهپاد به موشک‌های کروز بسیار شبیه می‌باشد.

## مبین بر پایه پهپاد کرار
این پهپاد ایرانی دارای شباهت‌های زیادی با پهپاد تهاجمی کرار است. در نوع طراحی سکان‌های عقبی این پهپاد می‌توان شباهت‌های غیر قابل انکاری را با طراحی کرار مشاهده نمود. کرار در حقیقت یکی از اولین تجربه‌های ایران در خصوص توسعه پهپادها با پیشران جت بود و چون پهپادها و موشک‌های کروز دارای یک سری خواص مشترک هستند، می‌توان از آن‌ها برای توسعه یکدیگر بهره برد.

## جستارهایی وابسته
- پهپاد کرار
- پهپاد معراج
- موشک کروز